# Kapitularvikar
Der Kapitularvikar (lateinisch vicarius capitularis), auch Kapitelsvikar, war der Verwalter einer römisch-katholischen Diözese in der Zeit der Sedisvakanz.
Der durch das Domkapitel der vakanten Diözese für einen Übergangszeitraum Gewählte führte bis zur Inthronisation des neuen Bischofs die geistlichen und weltlichen Amtsgeschäfte der Diözese. Er war lediglich mit der Geschäftsführung beauftragt und durfte keine weitreichenden Entscheidungen treffen.
Von besonderer Bedeutung wurden die Kapitularvikare in der Zeit nach der Säkularisation, während viele Bistümer, besonders im kurz vor dem Ende stehenden Heiligen Römischen Reich, viele Jahre nicht besetzt waren, sodass die Amtszeit eines Kapitularvikars oft einige Jahre dauern konnte. Die Nominationen Napoleons wurden nach der Gefangensetzung von Papst Pius VII. für gewöhnlich nicht mehr bestätigt, sodass der Nominierte durch das Domkapitel zum 2. Kapitularvikar gewählt wurde, der die Amtsgeschäfte als „Quasibischof“ führte (siehe Ferdinand August von Spiegel). In anderen Bistümern oder deren Resten amtierten „apostolische“ Kapitularvikare, die durch den Papst weitgehende Rechte erhielten und in ihrem Amt bestätigt oder eingesetzt wurden. Das war z. B. im nur noch aus rechtsrheinischen Gebieten bestehenden Erzbistum Köln der Fall, wo der Kapitularvikar, ausgenommen die der einem Bischof vorbehaltenen Weihen, alle Rechte besaß. Zur Sicherstellung der Nachfolge bestellten die Kapitularvikare mit päpstlicher Befugnis Koadjutoren, so z. B. im Bistum Münster der Kapitularvikar Fürstenberg den Domherren von Droste. Da sie zudem durch den Apostolischen Stuhl oftmals weitreichende Befugnisse erhalten hatten, nannten sie sich häufig Apostolische Kapitularvikare.
In Ausführung der Beschlüsse des Zweiten Vatikanischen Konzils wurden die Kapitularvikare mit Einführung des Codex Iuris Canonici 1983 durch Diözesanadministratoren ersetzt.